# Ascaltis procumbens
Ascaltis procumbens är en svampdjursart som först beskrevs av Lendenfeld 1885.  Ascaltis procumbens ingår i släktet Ascaltis och familjen Leucascidae. Inga underarter finns listade i Catalogue of Life.